# Север-7
«Север-7» — воздушная высокоширотная экспедиция, проводившаяся в СССР в марте — мае и в ноябре — декабре 1955 года.

## Деятельность
Начальник экспедиции — В. Ф. Бурханов.
Были осуществлены полёты с первичными посадками на дрейфующий лёд и транспортные полёты на станцию «Северный полюс-5».
В работах участвовали самолёты: Ан-2, Ли-2, Ил-12, Ту-4 и вертолёт Ми-4. Командиры: И. И. Черевичный, Г. В. Сорокин, М. И. Козлов, В. В. Мальков, В. С. Григорьев, А. А. Каш, М. Н. Каминский, В. И. Масленников, В. В. Мальков, Н. Н. Андреев, М. В. Стекольщиков, П. П. Лапик, В. М. Перов, Г. В. Бардышев, К. М. Лебедев, М. Н. Моросанов, И. П. Мазурук, Н. П. Задков, П. И. Малиновский, И. Ф. Рожков, Н. С. Макаров.
Экспедиция «Север-7» обнаружила фирновое питание на ледниковом покрове Новой Земли.

### Личный состав
1. М. Е. Острекин — заместитель начальника экспедиции, геофизик.
2. В. В. Фролов[2] — заместитель начальника экспедиции по науке.
3. В. А. Шамонтьев — океанолог.
4. В. Н. Щербинин — аэрофотосъемщик.
5. В. А. Ведерников — океанолог.
6. С. И. Степанов — океанолог.
7. Г. А. Пономаренко — океанолог.
8. И. П. Романов — океанолог.
9. Е. М. Гущенков — гидролог-ледовый разведчик.
10. С. Я. Ефимов — гидрохимик.
11. М. Я. Затонский — океанолог.
12. В. П. Соколов — механик.
13. В. С. Павлов — механик.
14. А. М. Блинов — механик.
15. В. Н. Баранов — механик.
16. Н. А. Миляев — геофизик.
17. А. Д. Сытинский[3] — синоптик.
18. Я. Я. Гаккель — географ.
19. Н. В. Шакиров — аэрофотосъемщик.
20. К. Н. Михайлов — гидролог-ледовый разведчик.

### Группа на «СП-5»
1. И. С. Песчанский — начальник группы, ледоисследователь.
2. Д. Л. Лайхтман — начальник группы, аэрометеоролог.
3. Б. Л. Очаковский — ледоисследователь.
4. Ю. Л. Назинцев — ледоисследователь.
5. Н. В. Черепанов — ледоисследователь.
6. В. В. Богородский — радиофизик.
7. А. В. Гусев — радиофизик.
8. Е. М. Миньков — старший инженер.
9. В. Л. Гаевский — аэрометоролог.
10. Н. В. Кучеров — аэрометоролог.
11. М. С. Стернзат — аэрометеоролог.
12. Д. П. Беспалов — аэрометеоролог.
13. С. В. Виноградов — аэрометеоролог.
14. Ю. П. Доронин — океанолог.
15. Ю. А. Гробовиков — гидрограф.